# Stichting De Fryske Mole
De stichting De Fryske Mole is gevestigd te Leeuwarden en werd 28 december 1970 opgericht. De stichting heeft meer dan veertig molens in eigendom.

## Doelstelling
"Het bevorderen en verzekeren van de instandhouding van molens in de provincie Friesland door het naar vermogen onderhouden en restaureren van de in eigendom zijnde molens. Voorts al hetgeen met een en ander rechtstreeks of zijdelings verband houdt; zoals het laten draaien van de molens door gediplomeerde molenaars en de uitgifte van het kwartaalblad de Utskoat".

## Molens
| Plaats         | Molen                           | Bouwjaar       | Type            | Foto |
| -------------- | ------------------------------- | -------------- | --------------- | ---- |
| Achlum         | De Achlumer Molen               | 1853           | grondzeiler     |      |
| Birdaard       | De Olifant                      | 1867           | grondzeiler     |      |
| Bolsward       | De Klaver                       | 1802           | spinnenkopmolen |      |
| Broeksterwoude | De Grote Molen                  | 1867           | grondzeiler     |      |
| Burgwerd       | De Hiemerter Mole               | 1811 (1975)    | spinnenkopmolen |      |
| Edens          | De Edensermolen                 | 1847 (?)       | grondzeiler     |      |
| Elsloo         | Vesuvius (Stobbepoel)           | 1900 (1978)    | tjasker         |      |
| Finkum         | De Slagdijkstermolen            | 1864           | grondzeiler     |      |
| Goëngahuizen   | Heechhiem                       | 18e eeuw       | spinnenkopmolen |      |
| Goëngahuizen   | De Jansmolen                    | onbekend       | spinnenkopmolen |      |
| Goëngahuizen   | De Modderige Bol                | onbekend       | spinnenkopmolen |      |
| Hallum         | Genezareth                      | 1850           | grondzeiler     |      |
| Hartwerd       | De Oegekloostermolen            | 1830 of eerder | spinnenkopmolen |      |
| Hogebeintum    | De Hogebeintumermolen           | 1860           | grondzeiler     |      |
| Holwerd        | De Miedenmolen                  | 1855           | grondzeiler     |      |
| Jislum         | De Volharding                   | 1872           | grondzeiler     |      |
| Kimswerd       | De Eendracht                    | 1872           | grondzeiler     |      |
| Leeuwarden     | Kramersmolen                    | 1995           | spinnenkopmolen |      |
| Leeuwarden     | De Molen Hoogland               | 2002/2004      | spinnenkopmolen |      |
| Lekkum         | De Bullemolen                   | 1825           | grondzeiler     |      |
| Lollum         | De Meerswal                     | 1903 (1978)    | grondzeiler     |      |
| Marrum         | De Grote Molen                  | 1845           | grondzeiler     |      |
| Marrum         | De Kleilânsmole                 | 1865           | grondzeiler     |      |
| Marrum         | De Phenix                       | 1917           | grondzeiler     |      |
| Mildam         | De Tjongermolen                 | 1869           | grondzeiler     |      |
| Nijemirdum     | Het Zwaantje                    | 1893           | grondzeiler     |      |
| Oppenhuizen    | De Geeuwpoldermolen             | 1832 of 1841   | spinnenkopmolen |      |
| Oude Leije     | De Balkendsterpoldermolen       | 1844           | grondzeiler     |      |
| Paesens        | De Hond                         | 1861           | stellingmolen   |      |
| Roodkerk       | De Hoop                         | 1911           | grondzeiler     |      |
| Rijperkerk     | De Ypey Mole                    | 1858 (1981)    | grondzeiler     |      |
| Schalsum       | De Schalsumermolen              | 1801           | grondzeiler     |      |
| IJlst          | De Terpensmole                  | 1982           | spinnenkopmolen |      |
| Stiens         | De Kleine Molen (Binnema Molen) | 1913 (1988)    | grondzeiler     |      |
| Stiens         | De Steenhuistermolen            | 1880           | grondzeiler     |      |
| Tjerkwerd      | De Babuurstermolen              | 1882           | grondzeiler     |      |
| Wanswerd       | Victor                          | 1867           | grondzeiler     |      |
| Westergeest    | De Beintemapoldermolen          | 1870           | grondzeiler     |      |
| Witmarsum      | De Pankoekstermolen             | 1900           | grondzeiler     |      |
| Wijns          | De Wijnsermolen                 | 1871           | grondzeiler     |      |